# Hugh Watt (homme politique canadien)
Pour les articles homonymes, voir Hugh Watt et Watt (homonymie).
Hugh Watt (1841-21 mars 1914) est un homme politique canadien de la Colombie-Britannique. Il est député provincial indépendant de la circonscription britanno-colombienne de Cariboo d'une élection partielle en 1892 à 1894.

## Biographie
Né à Fergus (en) dans le Canada-Ouest (Ontario), Watt devient propriétaire et éditeur du Fergus News-Record. Il étudie ensuite la médecine à l'université de Toronto avant de s'établir à Barkerville en Colombie-Britannique après un passage à San Francisco en 1882. Chirurgien à l'Hôpital de Barkervillede 1882 à 1895, il est aussi membre du conseil d'administration scolaire.
Candidat libéral défait dans la circonscription de Cariboo en 1891, il est élu sur la scène provinciale lors de l'élection partielle suivant le décès du député et premier ministre John Robson.
Défait en 1894, il s'installe à Fort Steele en 1897. Sur place, Watt sert comme officier de santé (Health Officer) pour la Fort Steele Mining District.
Il meurt à Elko (en) en Colombie-Britannique en mars 1914 à l'âge de 73 ans,.